# Force Headquarters Group
Le Force Headquarters Group (FHG / Groupe du quartier général de la Force) est un commandement du Corps des Marines des États-Unis basé à La Nouvelle-Orléans, en Louisiane. Il a été créé dans le cadre de l'élément de commandement de la Marine Forces Reserve. Il a été activé le 18 juillet 2012, en prenant le commandement de six unités de la force MARFORRES: les 3e et 4e compagnies de liaison aéronavales, les 3e et 4e groupes des affaires civiles, le 6e Bataillon des communications et le Bataillon de soutien du renseignement. 
Auparavant, ces unités relevaient du lieutenant-général Steven Hummer, commandant de la Marine Forces Reserve. À la suite d'une revue de la structure des forces dirigées par le commandant, les unités ont été réalignées sous un nouveau commandement afin de rationaliser le processus de commandement et de contrôle, le rendant plus efficace. Le général Hummer a expliqué que lorsque le Mobilization Command a été transféré de Kansas City à la Nouvelle-Orléans, la nécessité d'un groupe de quartier général au niveau de la Force est devenue évidente. 
Le Groupe devrait se développer à mesure que de futures activations d'unités dirigées par le FSRG sont planifiés, y compris l'activité de soutien aux réserves individuelles du Marine Corps (anciennement MOBCOM), qui est responsable des 57 000 marines de réserve individuelle, ainsi que d'autres unités. 

## Unités
- 1er groupe des affaires civiles
- 2e groupe des affaires civiles
- 3e Groupe des affaires civiles
- 4e groupe des affaires civiles
- 6e Bataillon de communication
- Bataillon de soutien du renseignement
- 4e Bataillon d'application de la loi
- Activité de soutien individuel de la Marine Corps
- Unité de soutien au commandement du déploiement / réserve - Est
- Unité de soutien au commandement du déploiement / réserve - Ouest
- 3rd Air Naval Gunfire Liaison Company
- 4th Air Naval Gunfire Liaison Company
- 6th Air Naval Gunfire Liaison Company